# Ibai Gómez
Ibai Gómez Pérez (Bilbao, 11 de noviembre de 1989), conocido deportivamente como Ibai, es un exfutbolista y entrenador español, en la actualidad dirige al Futbol Club Andorra de la Segunda División de España.
Como futbolista, fichó por el Bilbao Athletic en 2010 y rápidamente se hizo un hueco en el Athletic Club. Tras lesionarse de gravedad en su debut, destacó en el club bilbaíno entre 2012 y 2014 siendo determinante para la clasificación a la final de la Liga Europa 2011-2012 con un gol y una asistencia en la vuelta de semifinales ante el Sporting CP. También fue clave en el pase a la fase de grupos de la Liga de Campeones 2014-15 con un gol ante el SSC Napoli. Se marchó al Deportivo Alavés en 2016, tras varias temporadas mermado por las lesiones, donde fue uno de los mejores jugadores de la plantilla durante dos años y medio. Regresó al Athletic Club en enero de 2019, que realizó un importante desembolso económico.

## Trayectoria

### Como jugador

#### Inicios en Santutxu y Sestao
Ibai se formó íntegramente en la cantera del Santutxu F.C., donde pasó 16 temporadas. En la temporada 2009-10 se unió al Sestao River en Segunda División B donde anotó 8 goles, dos de ellos de falta directa.

#### Athletic Club
Fichó en junio de 2010 por el Bilbao Athletic, filial del Athletic Club, después de haber convencido a Joaquín Caparrós para incorporarse a la disciplina rojiblanca. El 17 de octubre de 2010 debutó con el primer equipo del Athletic ante el Real Zaragoza en San Mamés, tras haber anotado cuatro goles en sus primeros ocho encuentros con el filial. Sufrió una grave lesión de rodilla cuando únicamente habían transcurrido 2 minutos y 38 segundos de su debut en Primera División. Regresó a los terrenos de juego en el mes de abril con el filial y, un mes después, disputó las dos últimas jornadas a domicilio con el primer equipo.
Inició la temporada 2011-12 en el filial, aunque fue aumentando el número de partidos en el primer equipo, dirigido por Marcelo Bielsa, hasta que se incorporó definitivamente en marzo. Fue decisivo en los cuartos de final y semifinales de la UEFA Europa League, siendo el asistente de Llorente en el gol del empate a dos en el Veltins-Arena en la ida y el autor del primer gol bilbaíno ante el Schalke 04 en la vuelta de los cuartos de final. También, en la vuelta de semifinales, marcó y dio la asistencia del 3-1 definitivo a Fernando Llorente, ante el Sporting Clube de Portugal, que supuso el pase a la final en Bucarest. Disputó las finales de la Liga Europa de la UEFA y Copa del Rey, perdiendo ante Atlético de Madrid y FC Barcelona, respectivamente. Tras perder la final europea y ver el gran apoyo recibido por parte de los aficionados, afirmó que "merece más la pena ser subcampeón en este equipo que campeón en algún otro".
En la campaña 2012-13 consiguió anotar un gol en Liga Europa ante Olympique Lyon y cuatro goles en Liga. Anotó sus dos primeros goles en Primera División en las visitas al Santiago Bernabéu y Camp Nou. Este hito solo había sido conquistado por tres futbolistas anteriormente: Koldo Agirre, José Luis Quirós y Kike Mateo. El 22 de febrero de 2013 marcó gol en su primer derbi vasco ante la Real Sociedad como titular con una sensacional volea. En La Romareda marcó de tacón el tanto del triunfo ante el Real Zaragoza en el descuento, lo que supuso la permanencia matemática del equipo vizcaíno. A pesar de no ser una temporada positiva para el club, consiguió su récord particular de asistencias con doce; nueve de ellas en Liga.
Cabe destacar su gran temporada 2013-14, aunque tan solo jugó 680 minutos de Liga debido a dos graves lesiones, donde colaboró en el cuarto puesto del club. Se convirtió en el segundo máximo goleador de la plantilla, tras Aritz Aduriz, con ocho tantos; seis de ellos en cuatro jornadas consecutivas. El 2 de febrero de 2014 marcó el gol del empate ante el Real Madrid en el primer partido disputado en el nuevo San Mamés ante el club merengue, Ibai sólo llevaba unos segundos en el campo cuando anotó. Por otra parte, dio dos asistencias en Liga y una en Copa y consiguió el cuarto mejor ratio goleador (minutos/goles) tras Morata, Messi y Cristiano Ronaldo, con un gol cada 86 minutos de juego.
En el inicio de la campaña 2014-15 anotó el tercer gol en el partido de vuelta de la fase previa de la Liga de Campeones ante el Napoli (3-1) que certificó la clasificación para la fase grupos, después de haber empatado en el partido de ida. Disputó la final de Copa del Rey de 2015, asistiendo a Iñaki Williams con un centro desde la banda izquierda que supuso el tanto de la honra para el equipo que cayó por 3 a 1. En total, solo pudo anotar dos goles y dar cuatro asistencias. Al fin, el 17 de agosto de 2015 conquistó su primer título con el Athletic, aunque no jugó, tras vencer en la final de la Supercopa de España al FC Barcelona. En toda la temporada solo pudo disputar nueve partidos y dar una asistencia en Zilina. Disputó su último partido oficial, ante el Sporting de Gijón, el 26 de octubre de 2015. Tras más de ocho meses sin jugar, inició la pretemporada con el club rojiblanco aunque, finalmente, el club le dio la carta de libertad. En su primera etapa como rojiblanco, disputó 145 partidos, marcó 17 goles y dio 23 asistencias.

#### Deportivo Alavés
El 30 de julio de 2016 se confirmó su fichaje por el Deportivo Alavés, tras llegar a un acuerdo para rescindir su contrato con el Athletic Club.
Debutó con su nuevo club en la primera jornada de liga ante el Atlético de Madrid como titular. El 10 de septiembre anotó su primer gol como albiazul en la histórica victoria por 1-2 ante el F.C Barcelona en el Camp Nou. El 18 de enero de 2017 anotó un doblete, aunque salió al campo en el minuto 87, en los cuartos de final de Copa del Rey ante la AD Alcorcón. El 8 de febrero consiguió la clasificación para la final de la Copa del Rey, siendo uno de los jugadores destacados del partido al eliminar al Celta por 1-0. Fue titular en la final de la Copa de la Rey ante el FC Barcelona, siendo la tercera final de Copa que disputaba ante el club catalán. En su primera campaña como albiazul anotó siete tantos, algunos de ellos decisivos para alcanzar el noveno puesto con 55 puntos.
El 4 de diciembre de 2017 anotó su primer hat-trick como profesional, que sirvió para remontar un 2-0 al Girona en los últimos veinte minutos de partido en el primer encuentro dirigido por Abelardo. Acabó su segunda temporada en el club vitoriano nuevamente con siete tantos, habiendo anotado a equipos como el Athletic Club o Villarreal, además de un gran gol ante el Málaga que hizo que fuera ovacionado por el público de La Rosaleda. Ibai fue una de las piezas clave en el esquema de Abelardo, que acabó logrando holgadamente la salvación.
Su arranque en la Liga 2018-19 fue muy positivo, ya que dio el triunfo al equipo babazorro en Valladolid (0-1) en el minuto 93 y convirtió un doblete en la goleada por 1-5 ante el Rayo Vallecano en las jornadas 4 y 5 de competición.

#### Regreso al Athletic Club
El 10 de enero de 2019 se anunció su regreso al Athletic Club, con el que firmó un contrato de tres temporadas y media. Además, decidió no incluir ninguna cláusula de rescisión en el contrato. El club vizcaíno pagó tres millones de euros al Alavés, que se encontraba en cuarta posición en Liga, por el regreso del extremo. Tres días más tarde volvió a jugar de rojiblanco en la victoria por 2 a 0 ante el Sevilla, recibiendo una sonora ovación al saltar al campo mediada la segunda parte. El 8 de marzo dio una gran asistencia de gol, con el exterior del pie derecho, que sirvió para que Raúl García anotara el tanto del empate ante el RCD Espanyol. Una semana después asistió en el segundo gol del partido ante el Atlético de Madrid, transformado por Kenan Kodro, y que supuso el 2 a 0 definitivo en el marcador.
En la temporada 2019-20 no contó con muchas oportunidades, aunque dio la asistencia de gol en el minuto 93 en los cuartos de final de la Copa del Rey ante el FC Barcelona (1-0). En la siguiente campaña no tuvo minutos hasta el 15 de febrero, en un triunfo frente al Cádiz. En los últimos meses jugó doce encuentros más, cuatro de ellos como titular. El 16 de julio de 2021 se anunció que había rescindido su contrato con el club rojiblanco.

#### Foolad FC
El 10 de marzo de 2022, tras ocho meses sin equipo, firmó un contrato de un mes con el Foolad FC de Irán. Participó, saliendo desde el banquillo, en cuatro de los seis encuentros del club iraní en la Liga de Campeones AFC durante el mes de abril y regresó a España.

#### Deportivo de La Coruña
El 27 de julio de 2022 se hizo oficial su fichaje por el Deportivo de La Coruña de Primera Federación. El 8 de noviembre anunció su retirada como futbolista profesional, después de haber disputado siete encuentros con el equipo gallego. Al día siguiente dio una rueda de prensa de despedida, donde comunicó que tenía intención de jugar en el Santutxu unos meses y, después, empezar su carrera de entrenador.

#### Santutxu FC
El 27 de noviembre de 2022 redebutó con el Santutxu, en División de Honor, en un encuentro frente al Zalla UC (1-1). El 3 de junio jugó su último partido, donde marcó un gol y fue homenajeado.

#### Selección autonómica
El 29 de diciembre de 2012 debutó con la Selección del País Vasco, en un amistoso ante Bolivia, anotando uno de los tantos del partido (6-1). El 12 de octubre de 2018, en su cuarto partido, marcó el primero de los cuatro goles que el combinado vasco logró ante Venezuela (4-2) con un lanzamiento de falta por debajo de la barrera.

### Como entrenador
De cara a la temporada 2023-24 inició su carrera como entrenador en el juvenil del Santutxu con Fernando Amorebieta como ayudante.

#### Selección Olímpica de la República Dominicana
El 22 de febrero de 2024, la Federación Dominicana de Fútbol lo designó como director técnico de la selección de fútbol sub-23 de República Dominicana para los Juegos Olímpicos de París 2024. El cuerpo técnico estaría compuesto por Fernando Amorebieta como asistente técnico; Iñigo Larriqueta Gutiérrez como segundo asistente técnico; Omar Fernández de la Calle como preparador físico; Endika Montiel Arto como nutricionista; y Gonzalo Rubio como analista táctico.
Se hizo con las riendas de la selección quisqueyana para la ventana FIFA de marzo, en la que el combinado dominicano disputó dos encuentros amistosos en Asunción contra Paraguay, obteniendo en el segundo partido una victoria histórica por 1-2 frente a la campeona del torneo preolímpico sudamericano.
En su periplo olímpico, la selección dominicana tendría un formidable desempeño bajo sus órdenes. Con un planteamiento valiente y atrevido, sumaría dos empates ante Egipto y Uzbekistán y una derrota por 3 a 1 ante España, a la postre campeona olímpica, firmando la tercera plaza en el Grupo C. Dejando así una gran imagen del fútbol dominicano en su primera participación en un evento de tal categoría.

#### Arenas de Getxo
En mayo de 2024 se confirmó su fichaje por el Arenas de Getxo de la Segunda Federación,equipo con el cual fue campeón y consiguió el ascenso a Primera RFEF.

#### FC Andorra
El 25 de junio de 2025, firma como entrenador del Futbol Club Andorra de la Segunda División de España.

## Clubes

### Jugador
| Club                   | País   | Liga               | Año       |
| ---------------------- | ------ | ------------------ | --------- |
| Santutxu FC            | España | División de Honor  | 2008-2009 |
| Sestao River           | España | Segunda División B | 2009-2010 |
| Bilbao Athletic        | España | Segunda División B | 2010-2012 |
| Athletic Club          | España | Primera División   | 2010-2016 |
| Deportivo Alavés       | España | Primera División   | 2016-2019 |
| Athletic Club          | España | Primera División   | 2019-2021 |
| Foolad FC              | Irán   | Iran Pro League    | 2022      |
| Deportivo de La Coruña | España | Primera Federación | 2022      |
| Santutxu FC            | España | División de Honor  | 2022-2023 |

### Entrenador
| Club                   | País                 | Año         |
| ---------------------- | -------------------- | ----------- |
| Rep. Dominicana Sub-23 | República Dominicana | 2024        |
| Arenas Club            | España               | 2024 - 2025 |
| FC Andorra             | Andorra              | 2025 - Act. |

## Estadísticas
- Actualizado a 5 de noviembre de 2022

| Club                                  | Temporada     | Liga  | Liga  | Copa Nacional | Copa Nacional | Copa Internacional | Copa Internacional | Otros | Otros | Total | Total |
| Club                                  | Temporada     | Part. | Goles | Part.         | Goles         | Part.              | Goles              | Part. | Goles | Part. | Goles |
| ------------------------------------- | ------------- | ----- | ----- | ------------- | ------------- | ------------------ | ------------------ | ----- | ----- | ----- | ----- |
| Sestao River · España                 | 2009-10       | 36    | 8     | -             | -             | -                  | -                  | -     | -     | 36    | 8     |
| Sestao River · España                 | Total         | 36    | 8     | 0             | 0             | -                  | -                  | -     | -     | 36    | 8     |
| Bilbao Athletic · España              | 2010-11       | 12    | 4     | -             | -             | -                  | -                  | -     | -     | 12    | 4     |
| Bilbao Athletic · España              | 2011-12       | 16    | 10    | 0             | 0             | -                  | -                  | -     | -     | 16    | 10    |
| Bilbao Athletic · España              | Total         | 28    | 14    | 0             | 0             | -                  | -                  | -     | -     | 28    | 14    |
| Athletic Club · España                | 2010-11       | 3     | 0     | 0             | 0             | -                  | -                  | -     | -     | 3     | 0     |
| Athletic Club · España                | 2011-12       | 19    | 0     | 3             | 0             | 7                  | 2                  | -     | -     | 29    | 2     |
| Athletic Club · España                | 2012-13       | 35    | 4     | 2             | 0             | 9                  | 1                  | -     | -     | 46    | 5     |
| Athletic Club · España                | 2013-14       | 18    | 8     | 6             | 0             | -                  | -                  | -     | -     | 24    | 8     |
| Athletic Club · España                | 2014-15       | 21    | 1     | 7             | 0             | 6                  | 1                  | -     | -     | 34    | 2     |
| Athletic Club · España                | 2015-16       | 5     | 0     | 0             | 0             | 4                  | 0                  | -     | -     | 9     | 0     |
| Athletic Club · España                | Total         | 101   | 13    | 18            | 0             | 26                 | 4                  | -     | -     | 145   | 17    |
| Deportivo Alavés España               | 2016-2017     | 29    | 5     | 6             | 2             | -                  | -                  | -     | -     | 35    | 7     |
| Deportivo Alavés España               | 2017-2018     | 34    | 7     | 4             | 0             | -                  | -                  | -     | -     | 38    | 7     |
| Deportivo Alavés España               | 2018-2019     | 18    | 3     | 1             | 0             | -                  | -                  | -     | -     | 19    | 3     |
| Deportivo Alavés España               | Total         | 81    | 15    | 11            | 2             | -                  | -                  | -     | -     | 92    | 17    |
| Athletic Club · España                | 2018-19       | 14    | 0     | 1             | 0             | -                  | -                  | -     | -     | 15    | 0     |
| Athletic Club · España                | 2019-20       | 17    | 0     | 3             | 0             | -                  | -                  | -     | -     | 20    | 0     |
| Athletic Club · España                | 2020-21       | 13    | 0     | 0             | 0             | -                  | -                  | -     | -     | 20    | 0     |
| Athletic Club · España                | Total         | 44    | 0     | 4             | 0             | 0                  | 0                  | -     | -     | 48    | 0     |
| Foolad FC Irán                        | 2021-22       | 0     | 0     | 0             | 0             | 4                  | 0                  | -     | -     | 4     | 0     |
| Foolad FC Irán                        | Total         | 0     | 0     | 0             | 0             | 4                  | 0                  | -     | -     | 4     | 0     |
| R. C. Deportivo de La Coruña · España | 2022-23       | 7     | 0     | 0             | 0             | -                  | -                  | -     | -     | 7     | 0     |
| R. C. Deportivo de La Coruña · España | Total         | 7     | 0     | 0             | 0             | -                  | -                  | -     | -     | 7     | 0     |
| Total carrera                         | Total carrera | 297   | 50    | 33            | 2             | 30                 | 4                  | -     | -     | 360   | 56    |

## Palmarés

### Campeonatos nacionales
| Título              | Club          | País   | Año  |
| ------------------- | ------------- | ------ | ---- |
| Supercopa de España | Athletic Club | España | 2015 |
| Supercopa de España | Athletic Club | España | 2021 |

Otros logros:
- Subcampeón de la Copa del Rey 2011-12 con Athletic Club.
- Subcampeón de la Liga Europea de la UEFA 2011-12 con Athletic Club.
- Subcampeón de la Copa del Rey 2014-15 con Athletic Club.
- Subcampeón de la Copa del Rey 2016-17 con el Alavés.

## Vida personal
Está casado con la periodista Ingrid Betancor, con la que tiene tres hijos. Mantiene una gran amistad con el futbolista Marcos Llorente desde su etapa en el Alavés y, en julio de 2019, inauguraron el primero de los seis restaurantes de comida saludable con los que cuentan en la actualidad.